# 乔治斯·武尔加拉基斯
乔治斯·武尔加拉基斯（希臘語：Γιώργος Βουλγαράκης；1959年6月4日—），希腊政治人物，前海运及岛屿政策部长。

## 生平
武尔加拉基斯生于克里特岛，获得雅典大学经济学博士学位。他是新民主党成员。2004年至2006年，担任公共秩序部长。2007年至2008年，担任海运及岛屿政策部长。